# Брисингамен
Брисингамен (др.-сканд. Brísingamen) — в германо-скандинавской мифологии — золотое ожерелье (по другой версии — пояс), сделанное четырьмя братьями-гномами Брисингами (Brisings), которых звали Альфригг, Берлинг, Двалин и Грер (Alfrigg, Berling, Dvalin, Grer). В переводе означает «сверкающее», «искра». Ожерелье не обладает никакими магическими свойствами, просто очень красиво, по другой версии, делает носящего его ещё более прекрасным, но тогда непонятно, зачем оно было нужно Фрейе, которая и так была прекраснейшей изо всех людей и богинь.
История этого ожерелья, описанная в «Sottr Thattr» (примерно 1400 год), звучит так:
Фрейя, будучи любовницей Одина, гуляла по лесу и набрела на пещеру, где четыре вышеназванных гнома любовались созданным ими ожерельем. Фрейя, увидев это ожерелье, страстно захотела его заполучить, но гномы согласились отдать украшение, только если богиня одарит каждого из них своим вниманием. Фрейя так и сделала, и четыре ночи провела в пещере, разделив ложе со всеми четырьмя братьями сразу. Гномы отдали ей ожерелье и Фрейя вернулась в свой замок Фолькванг. 
Следивший за ней Локи рассказал Одину о поступке Фрейи, и тот, разгневавшись, потребовал от Локи украсть ожерелье. Локи превратился в блоху, забрался в Сессрумнир, пока Фрейя спала, и кусал её до тех пор, пока она не перевернулась так, чтобы Локи смог снять Брисингамен. Проснувшись, Фрейя обнаружила пропажу ожерелья и немедленно догадалась, что это был Локи, а поскольку Локи не сделал бы это сам, значит, и Один замешан в деле. Посему Фрейя отправилась к Одину и, памятуя о том, что лучшая защита — это нападение, сказала, что это было нечестно — красть Брисингамен — и потребовала вернуть украшение. Один, пожуривший Фрейю за любовные утехи, пообещал вернуть ожерелье, если она начнёт войну между Хогни, королём Норвегии, и Хедином Хьяррандасоном из-за дочери Хогни по имени Хильд.
У Фрейи не было выбора и она начала эту войну. События развивались так: Хильд (Hild), принцесса Норвегии, была похищена Хедином Хьяррандасоном (Hedin Hjarrandason), пока её отец Хогни (Hogni) был в походе. Вернувшись из похода, Хогни начал преследовать Хедина и догнал его и дочь в Оркни (Orkney). Хильд попыталась уговорить отца не воевать с её мужем, затем сам Хедин предложил отцу своей жены всё своё богатство, чтобы уладить дело миром, но Хогни был слеп и глух к их просьбам (и мы знаем, что Фрейя тому виной): мол, «мой меч Дайнслейф (Dainsleif) уже покинул ножны и не вернётся в них, пока не попробует крови». И была битва, и ночью Хильд магией вернула к жизни убитых в обеих армиях, и с рассветом они снова пошли в бой вместе с живыми. Так продолжалось каждый день и каждую ночь: мёртвые каменеют с закатом, но оживают с рассветом и начинают драться снова. Обе армии были прокляты и обречены драться до Рагнарёка, конца дней.
За эту битву Фрейя получила обратно ожерелье Брисингамен.
По другой версии, рассказанной в поэме «Sörla þáttr», когда Локи убегал из Сессрумнира с Брисингаменом, Хеймдалль, страж «радужного моста» Биврёст между миром людей и миром асов, увидел воришку, погнался за ним и сумел вернуть украденное ожерелье Фрейе.
В поэме «Песнь о Трюме», когда Тор пошёл к гигантам возвращать свой украденный молот, он должен был переодеться в Фрейю, чтобы проникнуть к гигантам под видом невесты гиганта Трима. Чтобы придать своему маскараду правдоподобности, Тор одолжил Брисингамен у Фрейи.